# 蔡揚

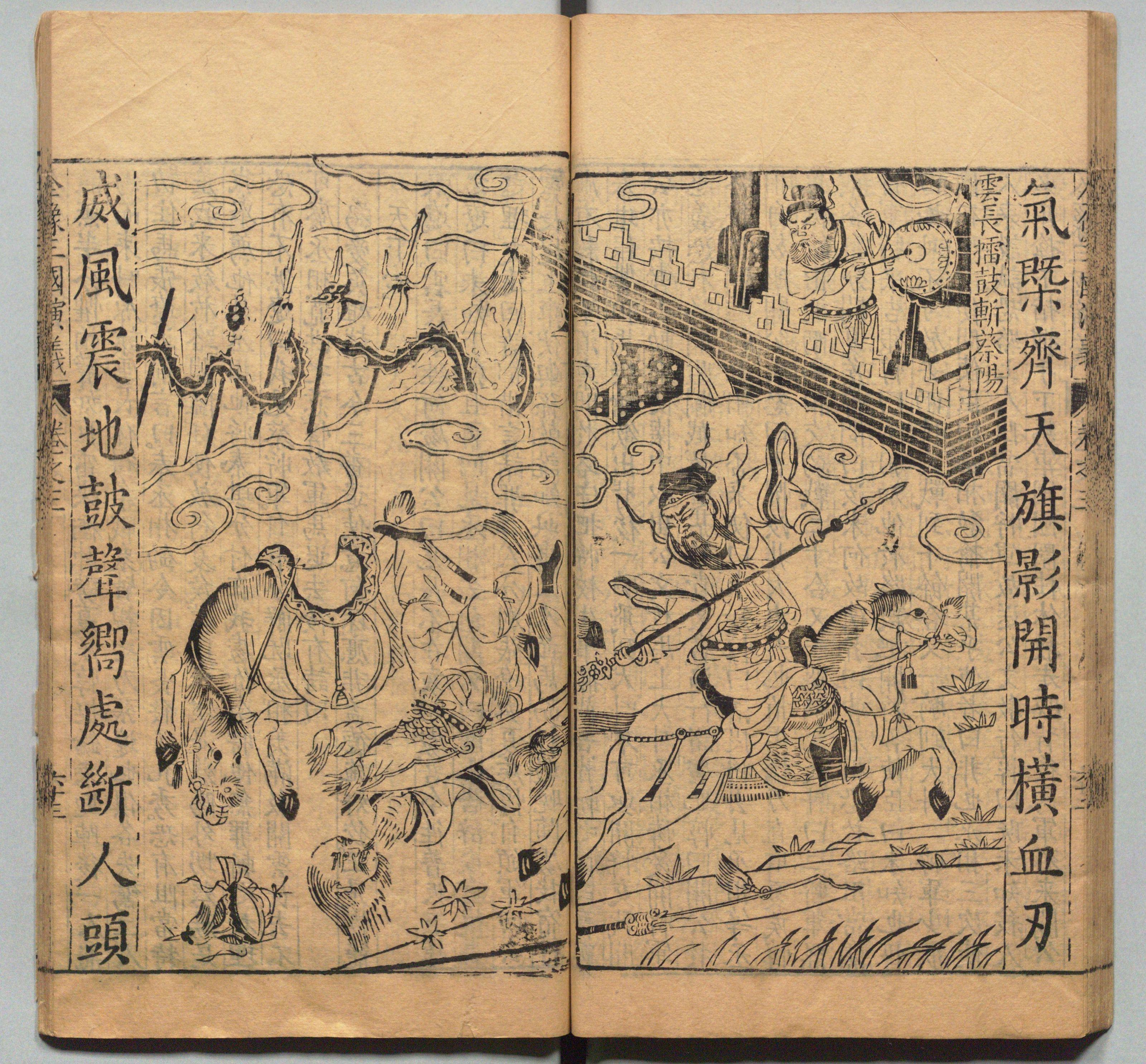
周曰校插图版《三国志通俗演义》中的关羽斩杀蔡扬

蔡揚（？—201年），《三国演義》作蔡陽，《三國志·武帝紀》作蔡揚。東漢末年曹操屬下武將。以《三国演義》使用的蔡陽知名。
建安六年（201年），袁紹命劉備和汝南龔都合流，率数千軍队。曹操命蔡揚進軍汝南与劉備作战，蔡揚陣亡。曹操自行征討劉備，劉備听说后投奔劉表，龔都軍溃散。

## 小說中的蔡陽
在小說《三國演義》中，蔡陽作为曹操属下時，曹軍諸將都敬服关羽，独独蔡陽反感。关羽得知刘备下落，离开曹操时，蔡陽请求追捕关羽，曹操不許。其後，关羽斬蔡陽的外甥秦琪，蔡陽得知後大怒，要斬殺关羽，曹操还是不許，命他出征汝南劉辟，路经古城遇到关羽，要率军杀死关羽。当時，关羽受到張飛的误解，斬敵将蔡陽表明心迹。張飛说三通（一通330回）鼓内斬杀敵将，关羽居然在第一通鼓时，即斬杀蔡陽。